# Izzy Joachim
Izzy Shne Joachim (geb. 11. Mai 2000 in Kingstown) ist eine ehemalige vincentinische Schwimmerin.

## Karriere
Izzy Joachim trat bei den Kurzbahnweltmeisterschaften 2012 in den Wettbewerben über 50 m Freistil, 100 m Freistil, 50 m Brustschwimmen, 100 m Brust, 200 m Brust, 50 m Rückenschwimmen, 50 m Schmetterling und 100 m Lagenschwimmen an. Sie nahm auch an den Weltmeisterschaften 2013 in den Wettbewerben über 50 m und 100 m Brust teil. Bei den Olympischen Sommerspielen 2016 in Rio de Janeiro trat sie über 100 m Brust an; mit ihrer Zeit von 1:17,37 min im Vorlauf konnte sie sich nicht für das Halbfinale qualifizieren.